# Női egyéni műkorcsolya az 1936. évi téli olimpiai játékokon
Az 1936. évi téli olimpiai játékokon a műkorcsolya női egyéni versenyszámát február 11. és 15. között rendezték. Az aranyérmet a norvég Sonja Henie nyerte. A Magyarországot képviselő Botond Éva a 15. helyen végzett.

## Eredmények
Hét bíró pontozta a versenyzőket. A pontok alapján a bírók mindegyikénél külön-külön kialakult egy sorrend, az egyes szakaszokban (kötelező elemek, kűr) és az összesítésnél is, ez egy helyezési pontszámot is jelentett. Az egyes szakaszok, valamint az összesítés eredménye a következő kritériumok alapján alakult ki:
1. „Többségi helyezések száma”. Az a versenyző végzett előrébb, akit a bírók többsége előrébb rangsorolt. A bírók többsége azt jelentette, hogy a legjobb 4 helyezést adó bíró helyezési pontszámait vették figyelembe, de ha a 4. bíró helyezésével még volt azonos helyezés, akkor az(oka)t is figyelembe vették. Ezt az adatot tartalmazza az oszlop. (Pl. a „6×3+” azt jelenti, hogy a versenyző 6 bírónál az első 3 hely valamelyikén végzett.)
2. „Helyezések összege” (az összes bíró helyezési pontszámainak összege)
3. „Pont” (az összes bíró által adott összpontszám)
4. A kötelező elemek pontszáma

### Kötelező elemek
A kötelező programot február 11-én és február 12-én rendezték.
| Hely. | Versenyző               | Nemzet                 | Többségi helyezések száma | Helyezések összege | Pont   |
| ----- | ----------------------- | ---------------------- | ------------------------- | ------------------ | ------ |
| 1.    | Sonja Henie             | Norvégia (NOR)         | 5×1+                      | 8,5                | 1760,9 |
| 2.    | Cecilia Colledge        | Nagy-Britannia (GBR)   | 7×2+                      | 12,5               | 1735,8 |
| 3.    | Liselotte Landbeck      | Belgium (BEL)          | 4×4+                      | 30,0               | 1644,7 |
| 4.    | Vivi-Anne Hultén        | Svédország (SWE)       | 4×4+                      | 35,0               | 1638,2 |
| 5.    | Gweneth Butler          | Nagy-Britannia (GBR)   | 5×5+                      | 37,0               | 1625,0 |
| 6.    | Viktoria Lindpaintner   | Németország (GER)      | 4×6+                      | 44,0               | 1612,1 |
| 7.    | Maribel Vinson          | Egyesült Államok (USA) | 4×6+                      | 45,5               | 1622,9 |
| 8.    | Hedy Stenuf             | Ausztria (AUT)         | 4×8+                      | 60,0               | 1571,8 |
| 9.    | Emmy Putzinger          | Ausztria (AUT)         | 5×9+                      | 70,0               | 1547,4 |
| 10.   | Grete Lainer            | Ausztria (AUT)         | 4×10+                     | 63,0               | 1560,6 |
| 11.   | Botond Éva              | Magyarország (HUN)     | 4×12+                     | 83,0               | 1523,5 |
| 12.   | Mollie Phillips         | Nagy-Britannia (GBR)   | 4×12+                     | 92,0               | 1523,9 |
| 13.   | Inada Ecuko             | Japán (JPN)            | 5×13+                     | 90,5               | 1519,2 |
| 14.   | Belita Jepson-Turner    | Nagy-Britannia (GBR)   | 4×13+                     | 85,0               | 1523,1 |
| 15.   | Angela Anderes          | Svájc (SUI)            | 5×16+                     | 105,5              | 1504,1 |
| 16.   | Bianca Schenk           | Ausztria (AUT)         | 4×17+                     | 123,5              | 1470,2 |
| 17.   | Hertha Frey-Dexler      | Svájc (SUI)            | 5×18+                     | 124,0              | 1465,0 |
| 18.   | Audrey Peppe            | Egyesült Államok (USA) | 4×18+                     | 126,5              | 1467,4 |
| 19.   | Yvonne de Ligne         | Belgium (BEL)          | 5×19+                     | 132,5              | 1454,6 |
| 20.   | Věra Hrubá              | Csehszlovákia (TCH)    | 4×20+                     | 132,0              | 1456,0 |
| 21.   | Fritzi Metznerová       | Csehszlovákia (TCH)    | 4×20+                     | 137,0              | 1444,5 |
| 22.   | Louise Weigel           | Egyesült Államok (USA) | 4×21+                     | 146,0              | 1424,8 |
| 23.   | Estelle Weigel          | Egyesült Államok (USA) | 7×23+                     | 149,0              | 1389,8 |
| 24.   | Alise Dzeguze           | Lettország (LAT)       | 7×24+                     | 168,0              | 1103,7 |
| –     | Constance Wilson-Samuel | Kanada (CAN)           | nem fejezte be            |                    |        |
| –     | Nanna Egedius           | Norvégia (NOR)         | nem fejezte be            |                    |        |

### Kűr
A kűrt február 15-én rendezték. A pontszám a bírók által adott pontok 15-szöröse.
| Hely. | Versenyző             | Nemzet                 | Többségi helyezések száma | Helyezések összege | Pont   |
| ----- | --------------------- | ---------------------- | ------------------------- | ------------------ | ------ |
| 1.    | Sonja Henie           | Norvégia (NOR)         | 4×1+                      | 9,0                | 1210,5 |
| 2.    | Cecilia Colledge      | Nagy-Britannia (GBR)   | 6×2+                      | 13,5               | 1191,0 |
| 3.    | Hedy Stenuf           | Ausztria (AUT)         | 5×3+                      | 23,5               | 1141,5 |
| 4.    | Emmy Putzinger        | Ausztria (AUT)         | 4×5+                      | 34,0               | 1125,0 |
| 4.    | Vivi-Anne Hultén      | Svédország (SWE)       | 5×5+                      | 34,0               | 1125,0 |
| 6.    | Liselotte Landbeck    | Belgium (BEL)          | 4×6+                      | 43,0               | 1108,5 |
| 7.    | Maribel Vinson        | Egyesült Államok (USA) | 5×7+                      | 49,0               | 1098,0 |
| 8.    | Audrey Peppe          | Egyesült Államok (USA) | 6×10+                     | 62,5               | 1075,5 |
| 9.    | Grete Lainer          | Ausztria (AUT)         | 5×10+                     | 71,0               | 1053,0 |
| 10.   | Viktoria Lindpaintner | Németország (GER)      | 5×10+                     | 73,0               | 1057,5 |
| 11.   | Inada Ecuko           | Japán (JPN)            | 4×10+                     | 70,0               | 1057,5 |
| 12.   | Mollie Phillips       | Nagy-Britannia (GBR)   | 5×12+                     | 83,5               | 1039,5 |
| 13.   | Věra Hrubá            | Csehszlovákia (TCH)    | 5×13+                     | 92,0               | 1017,0 |
| 14.   | Bianca Schenk         | Ausztria (AUT)         | 5×14+                     | 91,5               | 1024,5 |
| 15.   | Yvonne de Ligne       | Belgium (BEL)          | 4×15+                     | 110,0              | 982,5  |
| 16.   | Angela Anderes        | Svájc (SUI)            | 4×16+                     | 111,0              | 984,0  |
| 17.   | Hertha Frey-Dexler    | Svájc (SUI)            | 4×18+                     | 127,0              | 952,5  |
| 18.   | Botond Éva            | Magyarország (HUN)     | 5×18+                     | 121,5              | 969,0  |
| 19.   | Belita Jepson-Turner  | Nagy-Britannia (GBR)   | 5×19+                     | 126,0              | 945,0  |
| 20.   | Fritzi Metznerová     | Csehszlovákia (TCH)    | 5×20+                     | 139,0              | 930,0  |
| 21.   | Louise Weigel         | Egyesült Államok (USA) | 6×21+                     | 138,0              | 930,0  |
| 22.   | Estelle Weigel        | Egyesült Államok (USA) | 6×22+                     | 152,5              | 882,0  |
| 23.   | Alise Dzeguze         | Lettország (LAT)       | 7×23+                     | 157,5              | 862,5  |
| –     | Gweneth Butler        | Nagy-Britannia (GBR)   | nem indult                |                    |        |

### Végeredmény
| Helyezés | Versenyző             | Nemzet                 | Helyezési pontszámok bírónként | Helyezési pontszámok bírónként | Helyezési pontszámok bírónként | Helyezési pontszámok bírónként | Helyezési pontszámok bírónként | Helyezési pontszámok bírónként | Helyezési pontszámok bírónként | Több. hely. száma | Hely. össz. | Pont   |
| Helyezés | Versenyző             | Nemzet                 | 1                              | 2                              | 3                              | 4                              | 5                              | 6                              | 7                              | Több. hely. száma | Hely. össz. | Pont   |
| -------- | --------------------- | ---------------------- | ------------------------------ | ------------------------------ | ------------------------------ | ------------------------------ | ------------------------------ | ------------------------------ | ------------------------------ | ----------------- | ----------- | ------ |
| Arany    | Sonja Henie           | Norvégia (NOR)         | 1,0                            | 1,0                            | 1,0                            | 1,0                            | 1,0                            | 1,5                            | 1,0                            | 6×1+              | 7,5         | 2971,4 |
| Ezüst    | Cecilia Colledge      | Nagy-Britannia (GBR)   | 2,0                            | 2,0                            | 2,0                            | 2,0                            | 2,0                            | 1,5                            | 2,0                            | 7×2+              | 13,5        | 2926,8 |
| Bronz    | Vivi-Anne Hultén      | Svédország (SWE)       | 4,0                            | 4,0                            | 3,0                            | 4,0                            | 3,0                            | 7,0                            | 3,0                            | 6×4+              | 28          | 2763,2 |
| 4.       | Liselotte Landbeck    | Belgium (BEL)          | 6,0                            | 5,0                            | 5,0                            | 3,0                            | 6,0                            | 3,0                            | 4,0                            | 5×5+              | 32          | 2753,2 |
| 5.       | Maribel Vinson        | Egyesült Államok (USA) | 3,0                            | 3,0                            | 9,0                            | 7,0                            | 4,0                            | 8,0                            | 5,0                            | 4×5+              | 39          | 2720,9 |
| 6.       | Hedy Stenuf           | Ausztria (AUT)         | 5,0                            | 7,0                            | 8,0                            | 5,0                            | 5,0                            | 4,0                            | 6,0                            | 4×5+              | 40          | 2713,3 |
| 7.       | Emmy Putzinger        | Ausztria (AUT)         | 8,0                            | 10,0                           | 6,0                            | 6,0                            | 7,0                            | 5,0                            | 7,0                            | 5×7+              | 49          | 2672,4 |
| 8.       | Viktoria Lindpaintner | Németország (GER)      | 7,0                            | 6,0                            | 4,0                            | 8,0                            | 8,0                            | 10,0                           | 8,0                            | 6×8+              | 51          | 2669,6 |
| 9.       | Grete Lainer          | Ausztria (AUT)         | 9,0                            | 12,0                           | 7,0                            | 9,0                            | 13,0                           | 6,0                            | 9,0                            | 5×9+              | 65          | 2613,6 |
| 10.      | Inada Ecuko           | Japán (JPN)            | 11,0                           | 9,0                            | 11,0                           | 11,0                           | 12,0                           | 12,0                           | 11,0                           | 5×11+             | 77          | 2576,7 |
| 11.      | Mollie Phillips       | Nagy-Britannia (GBR)   | 12,0                           | 8,0                            | 14,0                           | 14,0                           | 9,0                            | 11,0                           | 10,0                           | 4×11+             | 78          | 2563,4 |
| 12.      | Audrey Peppe          | Egyesült Államok (USA) | 10,0                           | 11,0                           | 13,0                           | 13,0                           | 10,0                           | 13,0                           | 15,0                           | 6×13+             | 85          | 2542,9 |
| 13.      | Angela Anderes        | Svájc (SUI)            | 14,0                           | 14,0                           | 16,0                           | 12,0                           | 14,0                           | 15,0                           | 16,0                           | 4×14+             | 101         | 2488,1 |
| 14.      | Bianca Schenk         | Ausztria (AUT)         | 19,0                           | 18,0                           | 10,0                           | 16,0                           | 16,0                           | 9,0                            | 14,0                           | 5×16+             | 102         | 2494,7 |
| 15.      | Botond Éva            | Magyarország (HUN)     | 13,0                           | 15,0                           | 12,0                           | 15,0                           | 15,0                           | 17,0                           | 19,0                           | 5×15+             | 106         | 2492,5 |
| 16.      | Belita Jepson-Turner  | Nagy-Britannia (GBR)   | 15,0                           | 13,0                           | 18,0                           | 17,0                           | 18,0                           | 14,0                           | 12,0                           | 4×15+             | 107         | 2468,1 |
| 17.      | Věra Hrubá            | Csehszlovákia (TCH)    | 18,0                           | 20,0                           | 15,0                           | 18,0                           | 11,0                           | 16,0                           | 13,0                           | 4×16+             | 111         | 2473,0 |
| 18.      | Yvonne de Ligne       | Belgium (BEL)          | 17,0                           | 16,0                           | 19,0                           | 10,0                           | 20,0                           | 19,0                           | 17,0                           | 4×17+             | 118         | 2437,1 |
| 19.      | Hertha Frey-Dexler    | Svájc (SUI)            | 21,0                           | 17,0                           | 17,0                           | 19,0                           | 17,0                           | 18,0                           | 20,0                           | 4×18+             | 129         | 2417,5 |
| 20.      | Fritzi Metznerová     | Csehszlovákia (TCH)    | 20,0                           | 22,0                           | 21,0                           | 21,0                           | 19,0                           | 20,0                           | 18,0                           | 4×20+             | 141         | 2374,5 |
| 21.      | Louise Weigel         | Egyesült Államok (USA) | 16,0                           | 21,0                           | 20,0                           | 20,0                           | 21,0                           | 21,0                           | 21,0                           | 7×21+             | 140         | 2354,8 |
| 22.      | Estelle Weigel        | Egyesült Államok (USA) | 22,0                           | 19,0                           | 22,0                           | 22,0                           | 22,0                           | 22,0                           | 22,0                           | 7×22+             | 151         | 2271,8 |
| 23.      | Alise Dzeguze         | Lettország (LAT)       | 23,0                           | 23,0                           | 23,0                           | 23,0                           | 23,0                           | 23,0                           | 23,0                           | 7×23+             | 161         | 1966,2 |